# Karl Menrad
Karl Menrad (* 9. Juli 1944 in Titisee-Neustadt) ist ein deutscher Schauspieler. 

## Karriere
Er studierte Germanistik, Geschichte und Theaterwissenschaft, bis er 1968 sein erstes Engagement am Westfälischen Landestheater Castrop-Rauxel als Schauspieler erhielt. Es folgten weitere Verträge, unter anderem war Menrad 14 Jahre lang am Burgtheater Wien (Ensemblemitglied von 1985 bis 1999) engagiert. 
Karl Menrad liest Hörbücher für Kinder und Erwachsene, z. B. Peterchens Mondfahrt, Delfingeschichten, Die große Kinderbibel, sowie Texte u. a. von Hans Christian Andersen, Elizabeth George, Elias Canetti. Als Hörbuchsprecher wurde er u. a. von der hr2 Hörbuchbestenliste (z. B. für Kirsten Boies „Seeräuber-Moses“ und Christine Nöstlingers „Die Sache mit dem Gruselwusel“) und mit dem Preis der deutschen Schallplattenkritik (für „Der kleine Ritter Trenk“ von Kirsten Boie) ausgezeichnet.
Das Fernsehpublikum kennt ihn aus der ORF-/ ZDF-Serie "Schlosshotel Orth". Zuletzt hatte er Engagements im Zimmertheater Tübingen in „Die Stunde, da wir nichts voneinander wussten“ von Peter Handke und im Sommer 2007 am Semmering in „Der Schwierige“ von Hugo von Hofmannsthal (Regie: Christopher Widauer).
Heute arbeitet Karl Menrad als Schauspieler, Rundfunk-, Hörbuch- und Synchronsprecher. Er lebt und arbeitet in Wien, Österreich.

## Theater
- 2013 254. Burns Night, Wien, Burns got the Blues
- 2012 253. Burns Night, Wien, Tam O´ Shanter
- 2011 Vienna Clarinet Connection (VCC) und Karl Menrad mit ihrem musikalisch/literarischen Abend zum Thema "Klein-Wien am Pruth, in Hartberg, Baden und Berlin
- 2011 252. Burns Night Burns goes Classic!
- 2010 Ariadne auf Naxos, Lissabon
- 2010 Die Möwe, Armes Theater Wien
- 2010 Babettes Fest, Zimmertheater Tübingen
- 2010 251. Burns Night, Wien
- 2009 250. Burns Night, Reichenau Sommertheater
- 2008 Reichenau Sommertheater
- 2007 Ende der Engagements in Tübingen, Sommertheater Reichenau/Semmering
- 2005 Landestheater Bregenz: „My Fair Lady“
- 2004 Neues Wiener Musiktheater
- 2003 Tübingen: Zimmertheater u. a.: „Babettes Fest“, „Indien“, „Bouvard und Pécuchet“, „Die Stunde da wir nichts voneinander wussten“
- 2002 Sommertheater: „Weinberl“
- 2001 Theater zum Fürchten, Regie: „Der Tod und das Mädchen“
- 1999 Ensembletheater: „Arturo Ui“
- 1995 Sommertheater: „Licht“
- 1985 Burgtheater Ensemblemitglied (bis Ende der Ära Peymann, 1999)
- 1980 Schauspielhaus Bochum: „Tempelherr“
- 1979 Schauspielhaus: „Hamlet“
- 1979 Komödianten: „Ella“
- 1973 Tournee: Arlecchino
- 1970 Stadttheater St. Gallen
- 1969 Städtebundtheater Biel/Solothurn (Schweiz)

## Hörbücher (Auswahl)
- Elizabeth George: Undank ist der Väter Lohn, BMG Wort, Köln 2000, ISBN 389-8300706, 357 Min.
- Cornelia Funke: Als der Weihnachtsmann vom Himmel fiel, Jumbo Neue Medien & Verlag, Hamburg 2005, ISBN 978-3-8337-1359-0
- Kirsten Boie: Der kleine Ritter Trenk, Jumbo Neue Medien & Verlag, Hamburg 2006, ISBN 978-3-8337-1630-0
- Kirsten Boie: Seeräuber-Moses, Jumbo Neue Medien & Verlag, Hamburg 2009, ISBN 978-3-8337-2400-8
- Juan Ramón Jiménez, Rosa Navarro Durán: Platero und ich. Die Geschichte eines kleinen Esels, Jumbo Neue Medien & Verlag, Hamburg 2009, ISBN 978-3-8337-2292-9
- Christine Nöstlinger: Die Sache mit dem Gruselwusel, Jumbo Neue Medien & Verlag, Hamburg 2010, ISBN 978-3-8337-2559-3
- David McGee: Elmars größte Abenteuer, Jumbo Neue Medien & Verlag, Hamburg 2011, ISBN 978-3-8337-2828-0
- Christine Nöstlinger: Lumpenloretta, Jumbo Neue Medien & Verlag, Hamburg 2011, ISBN 978-3-8337-2739-9
- Kirsten Boie: Leinen los, Seeräubermoses, Jumbo Neue Medien & Verlag, Hamburg 2014, ISBN 978-3-8337-3245-4

## Auszeichnungen
- 1979: Kainz-Förderungspreis („Ella“)
- hr2 Hörbuch-Bestenliste
- Preis der deutschen Schallplattenkritik